# Sport Clube Maria da Fonte
O Sport Clube Maria da Fonte é um clube português, localizado na vila de Póvoa de Lanhoso, distrito de Braga.

## História
O clube foi fundado em 1925 e o seu actual presidente é Amaro Leite.
Para além do futebol, o Sport Clube Maria da Fonte conta ainda com as seguintes modalidades: Basquetebol, Atletismo, Pesca e mais recentemente Futsal feminino. No Atletismo, seu atleta Jorge Cunha foi vencedor da XVI edição do Grande Prémio de Atletismo de S. João.

## Estádio
A equipa de futebol efectua os seus jogos caseiros no Estádio Moinhos Novos, em Póvoa de Lanhoso. A equipa de seniores, disputou na época de 2005, a 3ª divisão, série A, sagrando-se campeã nessa Época. Disputa actualmente p Campeonato de Portugal (Série A).